# Mistrzostwa Świata w Narciarstwie Dowolnym i Snowboardingu 2021
4. Mistrzostwa Świata w Narciarstwie Dowolnym i Snowboardingu – zawody w narciarstwie dowolnym i snowboardingu, będące jednocześnie 18. mistrzostwami świata w narciarstwie dowolnym oraz 14. mistrzostwami świata w snowboardingu. Rozegrane zostały w dniach 11–13 lutego 2021 roku w szwedzkim Idre Fjäll, 1–2 marca 2021 roku słoweńskiej Rogli, 8–11 marca 2021 roku w Ałmaty w Kazachstanie oraz 12–16 marca 2021 roku w Aspen w Stanach Zjednoczonych.
Ze względu na zawieszenie Rosji we wszelkich imprezach sportowych rangi mistrzostw świata (afera dopingowa), reprezentanci rosyjscy wystąpili pod szyldem ekipy „Rosyjskiej Federacji Narciarskiej” (Russian Ski Federation), flagą z symbolem Rosyjskiego Komitetu Olimpijskiego i skrótem RSF.

## Przełożenie zawodów
Pierwotnie zawody miały zostać rozegrane w dniach 18–28 lutego 2021 roku w chińskim Zhangjiakou, jednak zostały odwołane z powodu pandemii COVID-19. Czempionat jednocześnie miał być próbą przedolimpijską przed igrzyskami w Pekinie w 2022 roku. W styczniu 2021 roku podjęto szereg decyzji dotyczących przełożenia mistrzostw. Konkursy skicrossu oraz snowcrossu  zostały rozegrane w dniach 11–13 lutego w Idre Fjäll. Snowboardowe konkurencje alpejskie odbyły się w Rogli w dniach 1–2 marca. Kazachskie Ałmaty zorganizowało zawody w jeździe po muldach oraz skokach akrobatycznych w dniach 8–11 marca. Natomiast w lutym 2021 roku ogłoszono, że konkursy w konkurencjach slopestyle, halfpipe oraz big air zostaną rozegrane w Aspen w Stanach Zjednoczonych w dniach 12–16 marca.

## Narciarstwo dowolne

### Mężczyźni
| Konkurencja                  | Data      | Złoto            | Punkty           | Srebro             | Punkty         | Brąz            | Punkty          |
| Skicross szczegóły           | 13 lutego | Alex Fiva        | Alex Fiva        | François Place     | François Place | Erik Mobärg     | Erik Mobärg     |
| Jazda po muldach szczegóły   | 8 marca   | Mikaël Kingsbury | 87,36            | Benjamin Cavet     | 82,43          | Pawieł Kołmakow | 82,23           |
| Muldy podwójne szczegóły     | 9 marca   | Mikaël Kingsbury | Mikaël Kingsbury | Matt Graham        | Matt Graham    | Ikuma Horishima | Ikuma Horishima |
| Skoki akrobatyczne szczegóły | 10 marca  | Maksim Burow     | 135,00           | Christopher Lillis | 133,50         | Pawieł Krotow   | 127,50          |
| Half-pipe szczegóły          | 12 marca  | Nico Porteous    | 94,50            | Simon d’Artois     | 91,25          | Birk Irving     | 89,75           |
| Slopestyle szczegóły         | 13 marca  | Andri Ragettli   | 90,65            | Colby Stevenson    | 89,55          | Alexander Hall  | 86,01           |
| Big air szczegóły            | 16 marca  | Oliwer Magnusson | 185,25           | Édouard Therriault | 183,00         | Kim Gubser      | 180,75          |

### Kobiety
| Konkurencja                  | Data      | Złoto               | Punkty              | Srebro               | Punkty               | Brąz                | Punkty             |
| Skicross szczegóły           | 13 lutego | Sandra Näslund      | Sandra Näslund      | Fanny Smith          | Fanny Smith          | Alizée Baron        | Alizée Baron       |
| Jazda po muldach szczegóły   | 8 marca   | Perrine Laffont     | 82,11               | Julija Gałyszewa     | 79,52                | Anastasija Smirnowa | 79,41              |
| Muldy podwójne szczegóły     | 9 marca   | Anastasija Smirnowa | Anastasija Smirnowa | Wiktorija Łazarienko | Wiktorija Łazarienko | Anastasija Gorodko  | Anastasija Gorodko |
| Skoki akrobatyczne szczegóły | 10 marca  | Laura Peel          | 106,46              | Ashley Caldwell      | 101,74               | Lubow Nikitina      | 94,47              |
| Half-pipe szczegóły          | 12 marca  | Eileen Gu           | 93,00               | Rachael Karker       | 91,75                | Zoe Atkin           | 90,50              |
| Slopestyle szczegóły         | 13 marca  | Eileen Gu           | 84,23               | Mathilde Gremaud     | 77,15                | Megan Oldham        | 76,18              |
| Big air szczegóły            | 16 marca  | Anastasija Tatalina | 184,50              | Łana Prusakowa       | 165,50               | Eileen Gu           | 161,50             |

### Mieszane
| Konkurencja                            | Data     | Złoto                                                                   | Punkty | Srebro                                              | Punkty | Brąz                                                                   | Punkty |
| Skoki akrobatyczne drużynowo szczegóły | 11 marca | Rosyjska Federacja Narciarska Lubow Nikitina Pawieł Krotow Maksim Burow | 300,94 | Szwajcaria Carol Bouvard · Pirmin Werner · Noé Roth | 293,46 | Stany Zjednoczone Ashley Caldwell · Eric Loughran · Christopher Lillis | 283,97 |

## Snowboarding

### Mężczyźni
| Konkurencja                 | Data      | Złoto            | Punkty          | Srebro              | Punkty              | Brąz             | Punkty          |
| Snowcross szczegóły         | 11 lutego | Lucas Eguibar    | Lucas Eguibar   | Alessandro Hämmerle | Alessandro Hämmerle | Éliot Grondin    | Éliot Grondin   |
| Gigant Równoległy szczegóły | 1 marca   | Dmitrij Łoginow  | Dmitrij Łoginow | Roland Fischnaller  | Roland Fischnaller  | Andriej Sobolew  | Andriej Sobolew |
| Slalom Równoległy szczegóły | 2 marca   | Benjamin Karl    | Benjamin Karl   | Andreas Prommegger  | Andreas Prommegger  | Dmitrij Łoginow  | Dmitrij Łoginow |
| Slopestyle szczegóły        | 12 marca  | Marcus Kleveland | 90,66           | Sebastien Toutant   | 82,53               | Rene Rinnekangas | 82,51           |
| Half-pipe szczegóły         | 13 marca  | Yūto Totsuka     | 96,25           | Scotty James        | 90,50               | Jan Scherrer     | 87,00           |
| Big air szczegóły           | 16 marca  | Mark McMorris    | 179,25          | Maxence Parrot      | 178,25              | Marcus Kleveland | 176,25          |

### Kobiety
| Konkurencja                 | Data      | Złoto                | Punkty            | Srebro                     | Punkty                     | Brąz              | Punkty          |
| Snowcross szczegóły         | 11 lutego | Charlotte Bankes     | Charlotte Bankes  | Michela Moioli             | Michela Moioli             | Eva Samková       | Eva Samková     |
| Gigant Równoległy szczegóły | 1 marca   | Selina Jörg          | Selina Jörg       | Sofija Nadyrszyna          | Sofija Nadyrszyna          | Julia Dujmovits   | Julia Dujmovits |
| Slalom Równoległy szczegóły | 2 marca   | Sofija Nadyrszyna    | Sofija Nadyrszyna | Ramona Theresia Hofmeister | Ramona Theresia Hofmeister | Selina Jörg       | Selina Jörg     |
| Slopestyle szczegóły        | 12 marca  | Zoi Sadowski-Synnott | 85,95             | Jamie Anderson             | 81,10                      | Tess Coady        | 78,13           |
| Half-pipe szczegóły         | 13 marca  | Chloe Kim            | 93,75             | Maddie Mastro              | 89,00                      | Queralt Castellet | 87,50           |
| Big air szczegóły           | 16 marca  | Laurie Blouin        | 177,75            | Zoi Sadowski-Synnott       | 176,75                     | Miyabi Onitsuka   | 174,75          |

### Mieszane
| Konkurencja                   | Data      | Złoto                                     | Srebro                                    | Brąz                                                        |
| Snowcross drużynowy szczegóły | 12 lutego | Australia Belle Brockhoff · Jarryd Hughes | Włochy Michela Moioli · Lorenzo Sommariva | Francja Julia Pereira de Sousa-Mabileau · Léo Le Blé Jaques |

## Tabela medalowa
| #   | Reprezentacja                 | Złoto | Srebro | Brąz | Razem |
| --- | ----------------------------- | ----- | ------ | ---- | ----- |
| 1.  | Rosyjska Federacja Narciarska | 6     | 3      | 5    | 14    |
| 2.  | Kanada                        | 4     | 5      | 2    | 11    |
| 3.  | Szwajcaria                    | 2     | 3      | 2    | 7     |
| 4.  | Australia                     | 2     | 2      | 1    | 5     |
| 5.  | Nowa Zelandia                 | 2     | 1      | 0    | 3     |
| 6.  | Chiny                         | 2     | 0      | 1    | 3     |
| 6.  | Szwecja                       | 2     | 0      | 1    | 3     |
| 8.  | Stany Zjednoczone             | 1     | 5      | 3    | 9     |
| 9.  | Francja                       | 1     | 2      | 2    | 5     |
| 10. | Austria                       | 1     | 2      | 1    | 4     |
| 11. | Niemcy                        | 1     | 1      | 1    | 3     |
| 12. | Japonia                       | 1     | 0      | 2    | 3     |
| 13. | Hiszpania                     | 1     | 0      | 1    | 2     |
| 13. | Norwegia                      | 1     | 0      | 1    | 2     |
| 13. | Wielka Brytania               | 1     | 0      | 1    | 2     |
| 16. | Włochy                        | 0     | 3      | 0    | 3     |
| 17. | Kazachstan                    | 0     | 1      | 2    | 3     |
| 18. | Czechy                        | 0     | 0      | 1    | 1     |
| 18. | Finlandia                     | 0     | 0      | 1    | 1     |